# Leucolithodes fumifascia
Leucolithodes fumifascia är en fjärilsart som beskrevs av Paul Dognin 1913. Leucolithodes fumifascia ingår i släktet Leucolithodes och familjen mätare. Inga underarter finns listade i Catalogue of Life.